# Регнії

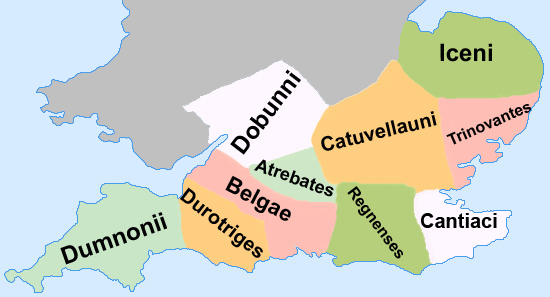
Королівства кельтів на півдні Британії у І ст. д.н.е — І ст. н. е.

Регнії (Regnenses, Regni або Regini) одне з племен британських кельтів, а пізніше провінція римської Британії. Їх столицею був Новімагус Регінорум (Noviomagus Reginorum), відомий сьогодні як Чичестер в сучасному Західному Суссексі.
До римського завоювання Британії регнії були частиною території атребатів, можливо, як частина конфедерації між племенами. Було висловлено припущення, що після першого етапу завоювання, римляни зберегли атребатів як номінально незалежних, які були буфером між римськими провінціями на сході і нескореними племенами на заході. Правителем регніїв у 43 р. був призначений Тіберій Клавдій Когідубній, якому було присвоєно римське громадянство за Клавдія або Нерона. Когідубній, можливо, був родичем Веріки — царя атребатів, якого було повалено. Після смерті Когідубнія, регнії управлялися безпосередньо як римська провінція, яка була поділена на декілька частин.

## Монети регніїв

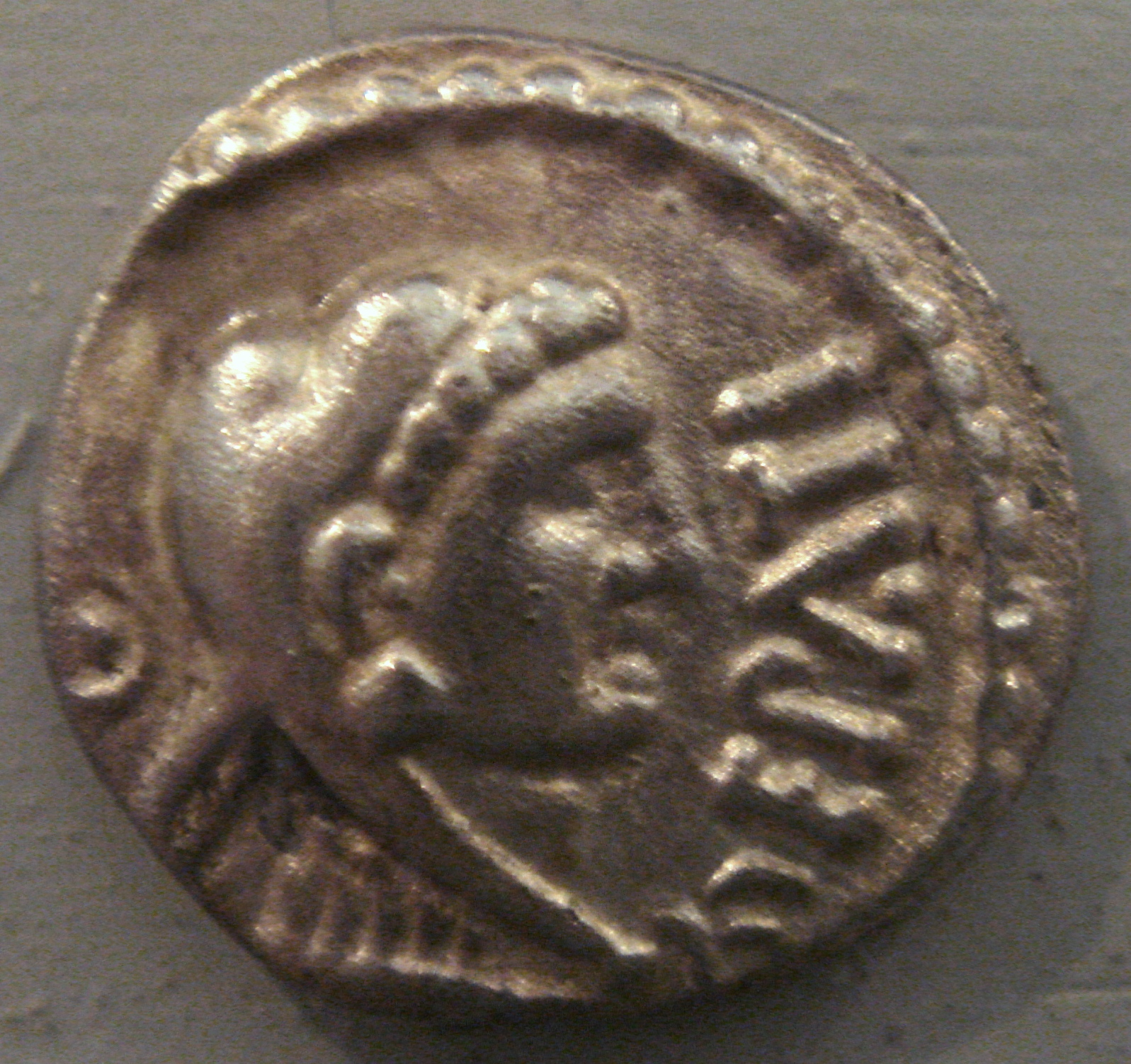
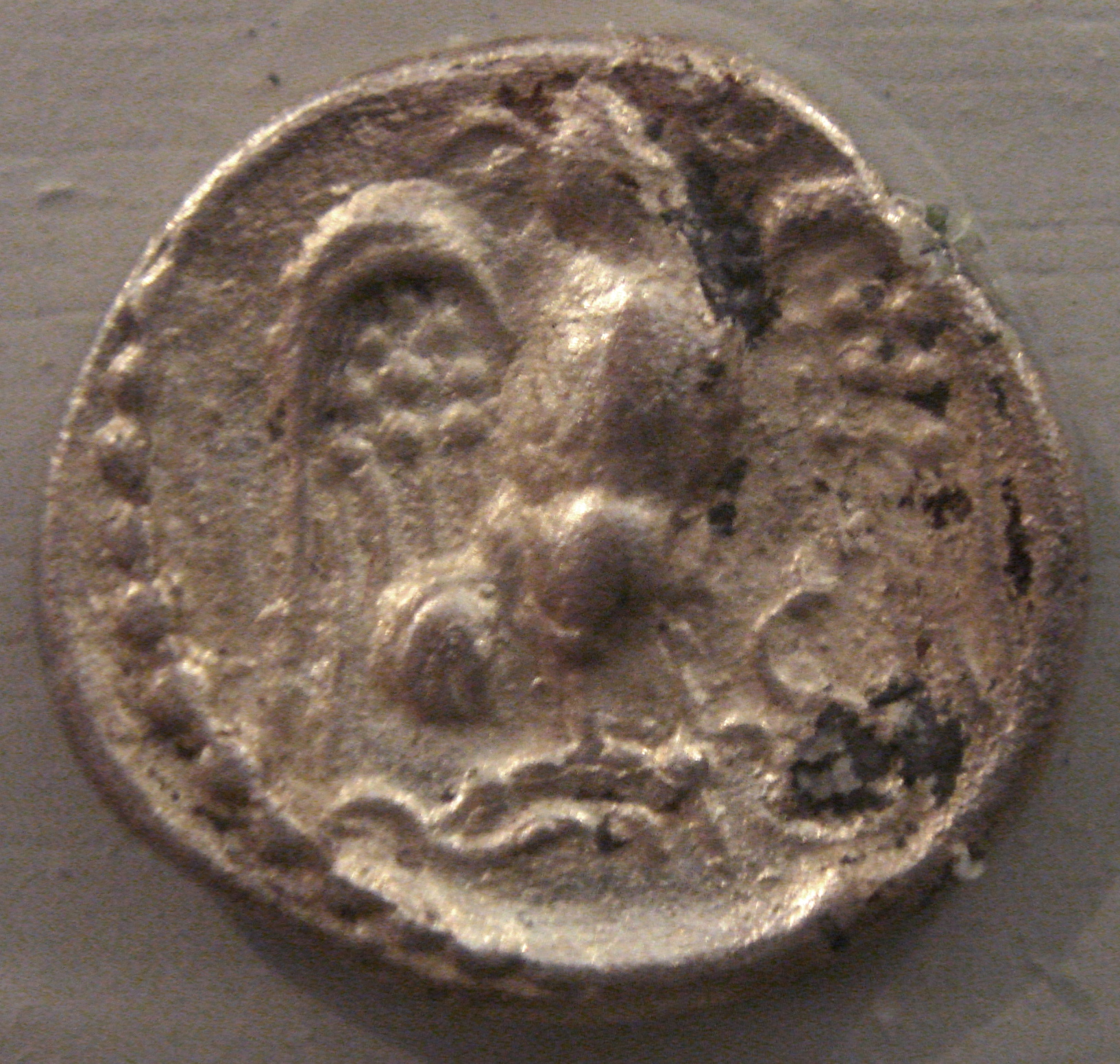
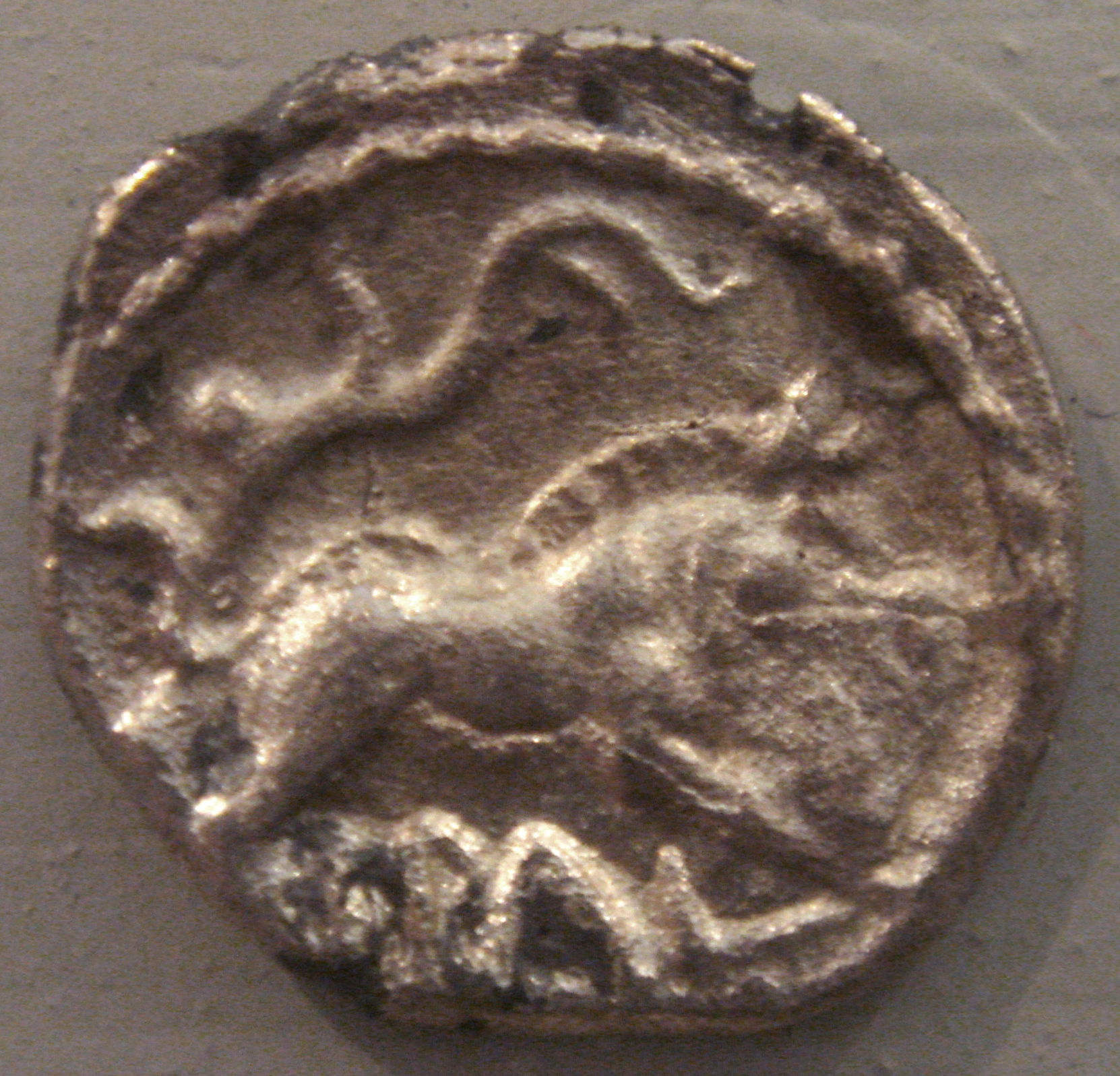
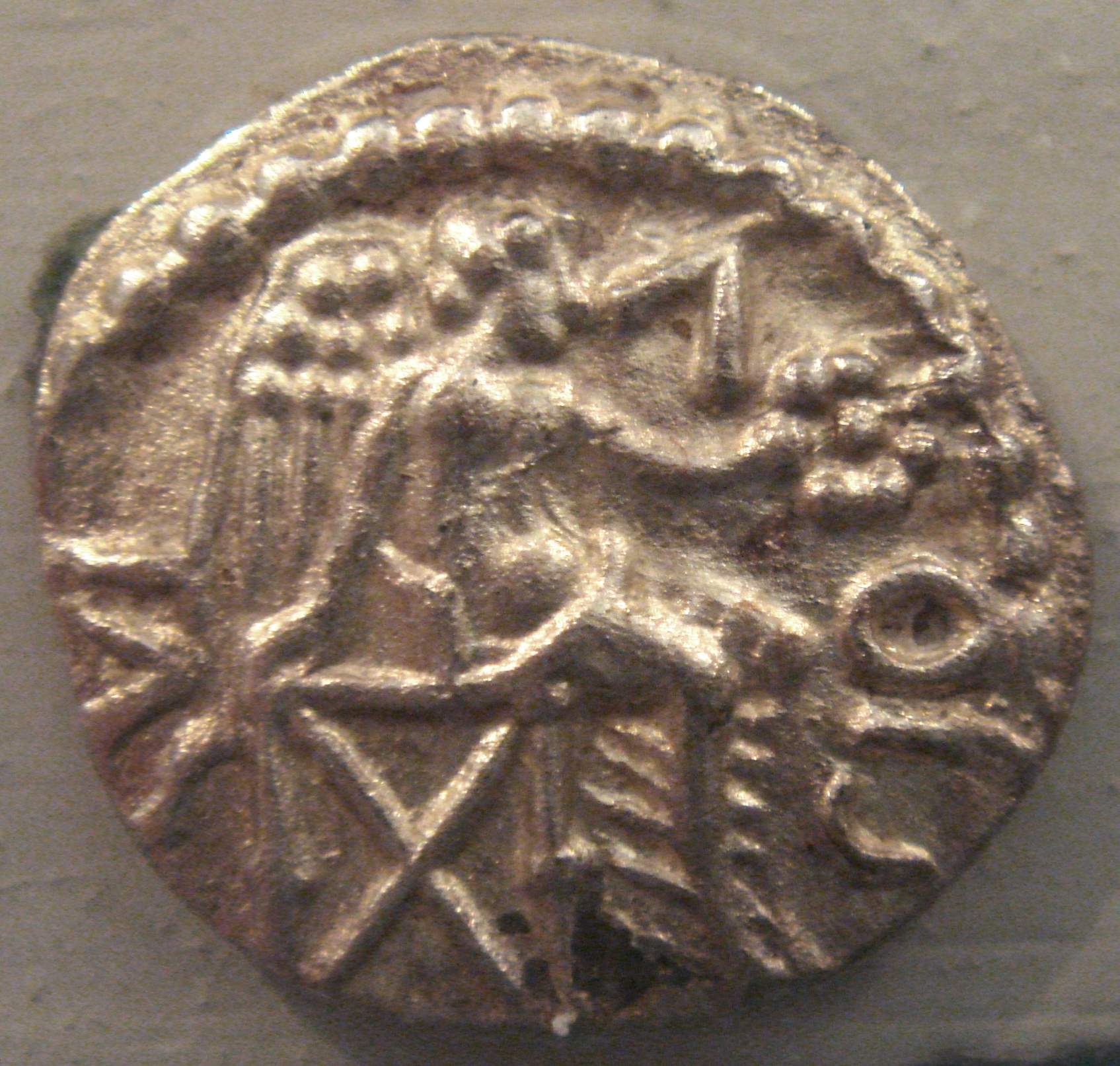